# Климентівська сільська рада
Климе́нтівська сільська́ ра́да — колишня адміністративно-територіальна одиниця та орган місцевого самоврядування в Котовському районі Одеської області. Адміністративний центр — село Климентове.
Припинила існування 18 липня 2019 року через об'єднання в Куяльницьку сільську територіальну громаду Одеської області. Натомість утворено Климентівський старостинський округ при Куяльницькій сільській громаді.

## Загальні відомості
Климентівська сільська рада утворена в 1921 році.
- Територія ради: 35,98 км²
- Населення ради: 674 особи (станом на 2001 рік)

## Населені пункти
Сільській раді були підпорядковані населені пункти:
- с. Климентове
- с. Велике Бурилове
- с. Домниця

## Населення
Згідно з переписом УРСР 1989 року чисельність наявного населення сільської ради становила 741 особа, з яких 324 чоловіки та 417 жінок.
За переписом населення України 2001 року в сільській раді мешкали 672 особи.

### Мова
Розподіл населення за рідною мовою за даними перепису 2001 року:
| Мова       | Відсоток |
| ---------- | -------- |
| українська | 71,36 %  |
| молдовська | 18,40 %  |
| російська  | 9,20 %   |
| болгарська | 0,45 %   |
| білоруська | 0,15 %   |
| інші       | 0,44 %   |

## Склад ради
Рада складалася з 16 депутатів та голови.
- Голова ради:
- Секретар ради: Андреєва Катерина Василівна

### Керівний склад попередніх скликань
| Прізвище, ім'я, по батькові | Основні відомості                                            | Дата обрання | Дата звільнення |
| --------------------------- | ------------------------------------------------------------ | ------------ | --------------- |
| Ткачук Марія Іванівна       | Сільський голова, 1955 року народження, член Партії регіонів | 26.03.2006   | 31.10.2010      |

Примітка: таблиця складена за даними сайту Верховної Ради України

### Депутати
За результатами місцевих виборів 2010 року депутатами ради стали:

#### За суб'єктами висування
| Суб'єкт висування                                       | Кількість обраних депутатів | %    |
| ------------------------------------------------------- | --------------------------- | ---- |
| Партія регіонів                                         | 13                          | 81,3 |
| Самовисування                                           | 2                           | 12,5 |
| Політична партія Всеукраїнське об'єднання «Батьківщина» | 1                           | 6,3  |

#### За округами
| № округу                                                | Прізвище, ім'я, по батькові         | Дата визнання обраним | Освіта  | Партійна приналежність                        | Відомості про обраного депутата                               |
| ------------------------------------------------------- | ----------------------------------- | --------------------- | ------- | --------------------------------------------- | ------------------------------------------------------------- |
| Партія регіонів                                         |                                     |                       |         |                                               |                                                               |
| 1                                                       | Істраті Іван Андрійович             | 05.11.2010            | середня | член Партії регіонів                          | тимчасово не працює                                           |
| 2                                                       | Станишевський Олександр Георгійович | 05.11.2010            | середня | член Партії регіонів                          | ТОВ «Котовське зерно», механізатор                            |
| 4                                                       | Андреєва Катерина Василівна         | 05.11.2010            | вища    | член Партії регіонів                          | Климентівська сільська рада, секретар                         |
| 5                                                       | Кобилянська Ксенія В'ячеславівна    | 05.11.2010            | вища    | член Партії регіонів                          | Климентівська загальноосвітня школа -садок І-ІІ ст., вчитель  |
| 7                                                       | Острінська Тетяна Михайлівна        | 05.11.2010            | вища    | член Партії регіонів                          | Климентівська загальноосвітня школа -садок І-ІІ ст., директор |
| 8                                                       | Лютий Анатолій Володимирович        | 05.11.2010            | середня | член Партії регіонів                          | тимчасово не працює                                           |
| 10                                                      | Церна Анатолій Костянтинович        | 05.11.2010            | середня | член Партії регіонів                          | тимчасово не працює                                           |
| 11                                                      | Савчинський Григорій Васильович     | 05.11.2010            | середня | член Партії регіонів                          | Вапнярська дистанція шляху, монтер колії                      |
| 12                                                      | Марценюк Володимир Іванович         | 05.11.2010            | середня | член Партії регіонів                          | тимчасово не працює                                           |
| 13                                                      | Тоток Наталія Андріївна             | 05.11.2010            | вища    | член Партії регіонів                          | Домницька загальноосвітня школа І ст., директор               |
| 14                                                      | Огризкова Тетяна Сергіївна          | 05.11.2010            | середня | член Партії регіонів                          | бібліотека с. Домниця, бібліотекар                            |
| 15                                                      | Маньковська Оксана Яківна           | 05.11.2010            | вища    | член Партії регіонів                          | Домницька загальноосвітня школа І ст., вчитель                |
| 16                                                      | Ністор Людмила Деонисівна           | 05.11.2010            | середня | член Партії регіонів                          | тимчасово не працює                                           |
| Політична партія Всеукраїнське об'єднання «Батьківщина» |                                     |                       |         |                                               |                                                               |
| 3                                                       | Глуговська Галина Павлівна          | 05.11.2010            | вища    | член Всеукраїнського об'єднання «Батьківщина» | приватний підприємець «Глуговська Г. П.»                      |
| Самовисування                                           |                                     |                       |         |                                               |                                                               |
| 6                                                       | Бурдейний Олександр Анатолійович    | 05.11.2010            | вища    | член Партії регіонів                          | ТОВ «Котовське зерно», механізатор                            |
| 9                                                       | Забелений Василь Іванович           | 05.11.2010            | вища    | член Партії регіонів                          | приватний підприємець «Забелений В. І.»                       |